# George Minot
George Richards Minot (Boston, 2 de dezembro de 1885 — Boston, 25 de fevereiro de 1950) foi um médico estadunidense. Foi agraciado com o Nobel de Fisiologia ou Medicina de 1934, por seu trabalho pioneiro sobre anemia perniciosa.

## Educação
Minot obteve seu bacharelado no Harvard College em 1908, onde foi eleito para o The Owl Club. Entre 1913 e 1915, ele trabalhou no laboratório de William Henry Howell na Johns Hopkins Medical School em Baltimore. Estudando proteínas que diluem o sangue, como a antitrombina. Em 1915, ele garantiu uma posição júnior na equipe médica do Hospital Geral de Massachusetts, onde iniciou pesquisas sobre anemia sanguínea. Durante a primeira guerra mundial, ele serviu como cirurgião do Exército dos EUA. Como parte dessas funções, ele trabalhou com Alice Hamilton para entender o que estava fazendo com que os trabalhadores de uma fábrica de munições em Nova Jersey ficassem doentes. Eles finalmente descobriram que o contato da pele com TNT levava às doenças.

## Carreira
Em 1917, ele veio para o Collis P. Huntington Memorial Hospital em Boston; tornou-se chefe dos serviços médicos em 1923 e foi nomeado médico-chefe em 1934. Além disso, Minot tornou-se professor de medicina na Universidade de Harvard e foi nomeado diretor do Thorndik Memorial Laboratory no Boston City Hospital. Ele também trabalhou no Hospital Peter Bent Brigham como membro da equipe. Ele foi membro do Comitê de Anemia Perniciosa em Harvard e atuou no Conselho Consultivo de Preparação de Antianemia da Farmacopeia dos EUA.
Em 1930, Minot recebeu o Prêmio Cameron de Terapêutica da Universidade de Edimburgo com William P. Murphy. Minot compartilhou o Prêmio Nobel de Fisiologia ou Medicina de 1934 com William P. Murphy e George H. Whipple, concedido por seu trabalho no tratamento da anemia do sangue. Todos eles descobriram um tratamento eficaz para a anemia perniciosa, que era uma doença terminal na época, com concentrado de fígado rico em vitamina B12, posteriormente identificado como o composto crítico no tratamento.
Minot foi diagnosticado com diabetes mellitus em 1921 aos 35 anos, pelo Dr. Elliott P. Joslin, um colega professor da Harvard Medical School e um dos principais médicos diabéticos de seu tempo. O diabetes era uma doença fatal na época. Joslin o manteve vivo da única maneira que conhecia, restringindo a comida. Minot tinha 1,80 metro de altura e pesava apenas 135 quilos. Joslin o colocou em uma dieta de apenas 530 calorias por dia. Minot, como quase todo paciente com diabetes, na época, provavelmente morreria dentro de um ano.
No entanto, a insulina foi descoberta mais ou menos na mesma época em que Minot foi diagnosticado. A insulina tornou-se amplamente disponível cerca de um ano depois. O Dr. William Castle observou que a descoberta da insulina por Frederick Banting e Charles Best em 1921, não apenas transformou o tratamento do diabetes, mas também, ao manter Minot vivo, contribuiu para a descoberta de uma cura para a anemia perniciosa.
Minot começou a desenvolver complicações associadas ao diabetes em 1940 e sofreu um grave derrame em 1947, que o paralisou parcialmente. Ele morreu em Brookline, Massachusetts, em 25 de fevereiro de 1950. Ele era um unitarista. Sua casa em Brookline, Massachusetts, foi designada um marco histórico nacional em reconhecimento por seu trabalho.

## Referência
1. ↑  "Alice Hamilton, uma pioneira em saúde ocupacional" . Tacomed.com . Arquivado do original em 28/12/2017 . Retirado em 16 de junho de 2017
2. ↑  David Y. Cooper. Minot, George Richards, American National Biography Online, Feb. 2000. Retrieved December 2, 2015.
3. ↑  The Nobel Prize in Physiology or Medicine 1934, Nobelprize.org, Nobel Media AB 2014. Retrieved December 2, 2015.
4. ↑  Castle, W B (1962). "The Gordon Wilson Lecture: A century of curiosity about pernicious anemia". Trans Am Clin Climatol Assoc. 73: 54–80. PMC 2249021. PMID 21408623.
5. 1 2  "NHL nomination for George R. Minot House". National Park Service. Retrieved 2014-05-20.
6. ↑  Robert A. Kyle; Marc A. Shampo (November 2002). "George R. Minot—Nobel Prize for the treatment of pernicious anemia". Mayo Clinic Proceedings. United States. 77 (11): 1150. doi:10.4065/77.11.1150. ISSN 0025-6196. PMID 12440548.